# 皮昂尼爾 (加利福尼亞州)
皮昂尼爾（英語：Pioneer）是位於美國加利福尼亞州阿馬多爾縣的一個人口普查指定地區。

## 地理
皮昂尼爾的座標為38°25′55″N 120°34′19″W / 38.43194°N 120.57194°W，而該地最高點為海拔高度910米（即2986英尺）。

## 人口
根據2010年美國人口普查的數據，皮昂尼爾的面積為11.190平方千米，當中陸地面積為11.190平方千米，而水域面積為0.000平方千米。當地共有人口1094人，而人口密度為每平方千米97人。